# Sân vận động Tướng Seyni Kountché
Sân vận động Tướng Seyni Kountché (SGSK) (tiếng Pháp: Stade Général Seyni Kountché) là một sân vận động đa năng ở Niamey, Niger. Được sử dụng cho các trận đấu bóng đá, đây là sân nhà của đội tuyển bóng đá quốc gia Niger, cũng như các câu lạc bộ Ngoại hạng Niger là Sahel SC, Olympic FC de Niamey, Zumunta AC và JS du Ténéré, cũng như các giải đấu cấp câu lạc bộ như Cúp bóng đá Niger. Địa điểm này đôi khi cũng được sử dụng cho rugby union.

## Tổng quan
Sân vận động tổ chức cả các giải đấu điền kinh quốc tế và các trận chung kết của các giải đấu điền kinh quốc gia. Sân vận động có sức chứa được công bố là 35.000 người. Sân được đặt theo tên của Tổng thống quân đội năm 1974–1987 của Niger Seyni Kountché sau khi ông qua đời. Được khánh thành vào năm 1989 trên địa điểm của Sân vận động 29 tháng 7 trước đây, sân đã được chính phủ Trung Quốc tài trợ lớn cho việc cải tạo và mở rộng thành một khu liên hợp đa năng vào năm 1999. Sân thuộc sở hữu của chính phủ Niger và được điều hành bởi một giám đốc được bổ nhiệm và "Hội đồng quản lý sân vận động" ("Conseil d'Administration du Stade").

## Sử dụng
Sân vận động thể thao lớn là một phần của khu liên hợp đa năng lớn hơn bao gồm nhà thi đấu trong nhà Palais des Sports có sức chứa 3.000 chỗ ngồi, Học viện Võ thuật có sức chứa 2.000 chỗ ngồi, cũng như các không gian biểu diễn, ba mươi phòng họp và huấn luyện thể thao cơ sở vật chất. Khu liên hợp bao gồm các cơ sở cho điền kinh, bóng rổ, bóng ném và quần vợt. Sân đã là trung tâm của các sự kiện văn hóa và thể thao lớn gần đây như Jeux de la Francophonie 2005 và Đại hội Thể thao CEN-SAD đầu tiên năm 2009. Đối với các sự kiện lớn như thế này, sân vận động được bổ sung các cơ sở địa phương như Sân vận động Thành phố Niamey, Trung tâm hàng không BCEAO, trung tâm đào tạo của Liên đoàn bóng đá Niger, sân vận động quân sự của AS FAN tại căn cứ quân đội Bagagi Iya, và các sân tại các cơ sở địa phương như như Trường trung học La Fontaine (Niamey), trung tâm thể thao tại Đại học Abdou Moumouni Dioffo, và các sân ở Trường trung học kỹ thuật Issa Béri. Gần khu liên hợp sân vận động là Trường đua ngựa Niamey (Hippodrome de Niamey) và nhà thi đấu thể thao truyền thống Niamey, sân nhà của Lutte Traditionnelle của Niger. Khu liên hợp SGSK thường xuyên được sử dụng cho các sự kiện chính trị, triển lãm và các hoạt động văn hóa.